# Ségala (Mali)
Pour les articles homonymes, voir Ségala (homonymie).
Ségala est une localité et une commune rurale malienne, située dans le pays de la Diombokohs, chef-lieu du cercle de Ségala, dans la région de Kayes. Elle est composée de deux villages administratifs Ségala Ndi et Ségala Mba.

## Géographie
La localité de Ségala est située sur la rive de la Kirgou et sur la route nationale RN 1 (axe Kayes-Diangounté-Diéma-Bamako) à 58 km à l'est du chef-lieu régional Kayes. 
| Maréna Diombougou | Séro Diamanou, Marintoumania | Koniakary        |
| Colimbiné         | Ségala                       | Tomora, Sidibéla |
| Diamou            | Diamou                       | Bafoulabé        |

## Population
En 1998, la commune comptait 18 767 habitants. En 2009, elle en compte 30 305.

## Villages
La commune s'étend sur 20 localités relevées lors du recensement général de 2009. 
Les villages les plus peuplés sont :
- Mouliné (3 261 habitants) ;
- Ségala Ba (2 626 habitants) ;
- Ségala Di (2 538 habitants).

La loi 2023-007 attribue à la commune rurale 20 villages  :
- Ségala
- Ségala Ba
- Batama Peulhs
- Batama Soninkés
- Diabadji
- Dioudiou
- Bagoré
- Dramébougoula
- Kanantaré
- Koumaré
- Dioungo
- Djincoulou
- Kalaou
- Dianiga
- Sékora
- Mouliné
- Mamacita
- Moussala Fatola
- Touba
- Tiguiné

## Liens
- Programme de développement de la commune rurale de Ségala 2018-2022.